# Melese quadripunctata
Melese quadripunctata är en fjärilsart som beskrevs av Rothschild 1909. Melese quadripunctata ingår i släktet Melese och familjen björnspinnare. Inga underarter finns listade i Catalogue of Life.